# کازیپور
کازیپور (به لاتین: Kazipur) یک منطقهٔ مسکونی در بنگلادش است که در ناحیه سراج‌گنج واقع شده‌است. کازیپور ۳۶۸٫۶۳ کیلومتر مربع مساحت و ۲۴۴٬۸۰۴ نفر جمعیت دارد.